# Commission de recherche sur l'espace et la haute atmosphère
La Commission de recherche sur l'espace et la haute atmosphère (en anglais, Space and Upper Atmosphere Research Commission abrégée SUPARCO ; en ourdou : سپارکو) est l'agence spatiale pakistanaise, responsable du programme spatial pakistanais. Elle a été créée en septembre 1961 sur ordre du président Muhammad Ayub Khan avant de devenir autonome en 1964. Son siège se situe à Islamabad.
L'agence  participe au développement des missiles balistiques nationaux à partir de 1962. Le premier satellite pakistanais Badr-1 est placé en orbite par un lanceur chinois en 1990. L'agence développe ses propres satellites d'observation de la Terre et de télécommunications à partir de 1990. En 2011 SUPARCO définit un programme pour les trois décennies à venir Space Vision 2040, comportant le développement de satellites d'observation de la Terre (dont le premier PRSS 1 a été lancé en 2018), de satellites de télécommunications (le premier satellites de télécommunications géostationnaire pakistanais PakSAT-1R construit par l'industrie chinoise a été lancé en 2011). Mais, globalement le programme spatial pakistanais dispose de ressources limitées car le pays a donné la priorité au développement des missiles balistiques et de l'arme nucléaire. Ainsi le Pakistan ne dispose d'aucun lanceur spatial en développement ou opérationnel en 2025.  
L'agence spatiale possède des centres de recherche et de développement à Islamabad,  Lahore et à Karachi ainsi que deux stations terriennes et un centre de contrôle. Elle est membre de l'Organisation de coopération spatiale Asie-Pacifique depuis 2008. Elle coopère surtout avec la Chine pour le développement et le lancement de ses satellites ainsi que pour l'acquisition des technologies spatiales.

## Historique

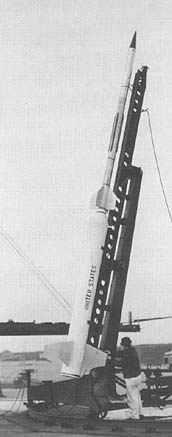
Le missile Rehbar en 1962.

### Débuts
Avant la création d'une agence spéciale, la recherche spatiale au Pakistan était limitée à des travaux entrepris en 1957 par le département de physique de l'Université du Pendjab. Depuis 1958, le physicien et futur lauréat du prix Nobel Abdus Salam incite les autorités à créer une agence spatiale publique. Il réussit à convaincre le président Muhammad Ayub Khan qui créé le 16 septembre 1961 une section de recherches en sciences spatiales (Space Sciences Research Wing) qui est alors incluse au sein de la Commission pakistanaise de l'énergie atomique (Pakistan Atomic Energy Commission). En coopération avec la NASA, la nouvelle section spatiale lance son premier missile baptisé Rehbar-I le 7 juin 1962. Il s'élève à 130 kilomètres d'altitude en portant 36 kilogrammes de sodium. Un second missile, Rehbar-II, est lancé deux jours plus tard.
En 1964, une agence spatiale indépendante est instaurée : la Commission de recherche sur l'espace et la haute atmosphère (Space and Upper Atmosphere Research Commission). Son siège se situe alors à Karachi. Le 25 juillet 1964, elle est placée directement sous l'autorité du président de la république et quitte donc le champ de compétence de la Commission sur l'énergie atomique. Le 8 mars 1966, une résolution place la commission sous le contrôle du gouvernement et un texte du 19 avril 1967 fixe ses règles internes et de gouvernance.

### Premiers satellites
En 1984, sous le régime militaire de Muhammad Zia-ul-Haq, le pouvoir décide de couper des fonds de la commission qui parvient tout de même à commencer le développement de son premier satellite expérimental en 1986. Baptisé Badr-1, il est placé en orbite basse le 16 juillet 1990 grâce au lanceur chinois Longue Marche 2 et complète sa mission en 35 jours. Son nom faire référence à la bataille de Badr. Un satellite plus durable était censé le suivre rapidement, mais l'agence fait alors face à d'importants délais. Le Pakistan lance finalement son deuxième satellite le 10 décembre 2001 depuis le cosmodrome de Baïkonour grâce au lanceur ukrainien Zenit 2. Baptisé Badr-B, il a pour mission d'observer la Terre mais aussi d'analyser les rayonnements ionisants du Soleil et le champ magnétique terrestre. Cependant, le contact avec le satellite est perdu au bout de deux ans seulement alors que sa mission devait en durer cinq, sans que la cause du problème ne soit révélée.
A la même époque, l'agence développe son projet de satellite de télécommunications en orbite géostationnaire baptisé Paksat. Lancé dans les années 1980, le programme est cependant un échec et officiellement abandonné en 1993. L'agence spatiale choisit alors d'acheter un ancien satellite indonésien déjà placé en orbite en 1996. Celui-ci était détenu par Hughes Network Systems et Boeing et est repositionné pour le Pakistan le 20 décembre 2002 en étant rebaptisé Paksat-1.  
En 2008, l'agence pakistanaise reprend le développement de son propre satellite de télécommunication pour remplacer Paksat-1. Dans ce but, elle signe un contrat de collaboration avec la société de sciences et technologies aérospatiales de Chine le 15 octobre. Nommé PakSat-1R, il est lancé le 12 août 2011 depuis la base de lancement de Xichang avec le lanceur Longue Marche 3B. Il se place avec succès en orbite pour une mission de quinze ans. Il couvre une région comprenant l'Asie du Sud, l'Europe, le Moyen-Orient et l'Afrique de l'Est et établit des réseaux de télévisions et internet notamment.

### Programme Vision 2040 (2011)
Dans un discours sur l'avenir de l'agence, le Premier ministre Youssouf Raza Gilani a annoncé en janvier 2012 les projets futurs dans un programme baptisé « vision 2040 ». Celui-ci vise à lancer un nouveau satellite de télécommunication d'ici à 2021 pour remplacer PakSat-1R et l'agence ambitionne de concevoir, construire et lancer un satellite en toute autonomie. Le pays espère également se doter de trois satellites de télédétection avec des lancers tous les trois ans. En 2018, le pays lance un projet de satellite de communication PakSat- MM1 (Pakistan Multi-Mission Satellite) dans le but de réduire sa dépendance aux satellites étrangers et créé un nouveau centre de recherche à Karachi.
Le 8 juillet 2018, le pays lance le Pakistan Remote Sensing Satellite (PRSS) avec pour mission la surveillance terrestre, remplaçant ainsi Badr-B quinze ans après sa perte. D'un poids de 1 200 kilogrammes, il est lancé par une Longue Marche 2C depuis la base de lancement de Jiuquan. Alors que celui-ci est développé avec la Chine, le Pakistan lance au même moment le satellite expérimental PakTES-1A cette fois entièrement conçu dans le pays.
En janvier 2025 le Pakistan lance son premier satellite d'observation de la Terre entièrement développé par le pays PRSC-EO1 dont trois autres exemplaires doivent développés. Quelques mois plus tard c'est le satellite d'observation de la Terre PRSC S1, successeur de PRSS-1, qui est à son tour lancé. Mais, globalement le programme spatial pakistanais dispose de ressources limitées car le pays a donné la priorité au développement des missiles balistiques et de l'arme nucléaire. Ainsi le Pakistan ne dispose ainsi d'aucun lanceur spatial en développement ou opérationnel en 2025. 

## Rôle et mission

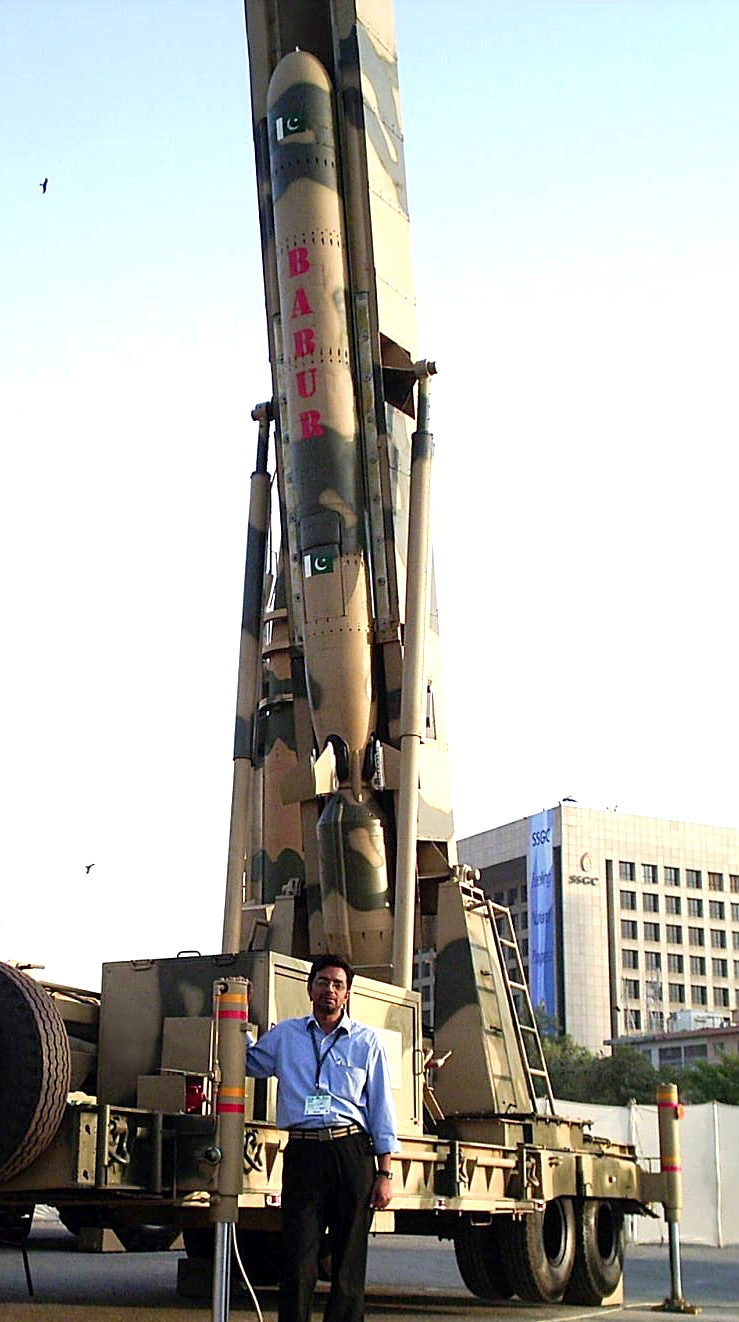
Le missile de croisière Hatf 7.

La première mission de la SUPARCO a été de créer des missiles balistiques alors qu'elle était encore liée à la Commission pakistanaise de l'énergie atomique et que les militaires ont une importante influence sur elle, étant souvent dirigée par un général de l'armée pakistanaise. L'agence a également établit une coentreprise avec les industries militaires du pays pour développer les missiles de croisière à capacité nucléaire de type Hatf. Les objectifs militaires de la SUPARCO comprennent la surveillance terrestre, notamment du rival indien. L'agence vise également à établir un réseau de communication autonome, afin de s'affranchir de la dépendance des pays avec lesquels elle est obligée de coopérer.
Pour son budget annuel de 2018, l'agence spatiale a été dotée de 4,7 milliards de roupies pakistanaises soit 32,4 millions d'euros.

## Coopération internationale
L'agence spatiale coopère avec plusieurs autres agences étrangères. C'est d'abord avec l'aide des États-Unis que le pays a commencé son programme spatial et de missiles. Les relations entre les deux pays se tendent toutefois nettement dans les années 1990 dans le contexte de la course à l'arme nucléaire. En 1991, l'administration George H. W. Bush impose des premières sanctions à la SUPARCO et celles-ci sont renforcées en 1998 sous la présidence de Bill Clinton. L'agence cherche alors des fournisseurs via l'Europe et se fournit illégalement auprès de la Corée du Nord. Toutes les sanctions sont finalement abandonnées en 2010.
L'agence pakistanaise collabore surtout avec la Chine, qui effectue la plupart de ses lancers et avec laquelle elle a développé le satellite PakSat-1R. En 2006, les deux pays ont signé des accords de coopération avec l'espoir pour le Pakistan de bénéficier de transferts de technologies chinoises alors que la puissance asiatique établira en échange une station de traçage de ses satellites au Pakistan. Ce dernier nourrit aussi l'espoir de voir le premier Pakistanais dans l'espace à bord d'une mission chinoise.

## Programme détaillé

### Satellites

#### Badr
| Satellite | Masse   | Type                                | Lanceur          | Base de lanacement                   | Statut  | Date de lancement | Remarques / Références                                   |
| --------- | ------- | ----------------------------------- | ---------------- | ------------------------------------ | ------- | ----------------- | -------------------------------------------------------- |
| Badr-1    | 52 kg   | Communications                      | Longue Marche 2E | Xichang (Chine)                      | Inactif | 16 juillet 1990   | Construit en collaboration avec l'Université de Surrey.  |
| Badr-B    | 68,5 kg | Satellite d'observation de la Terre | Zenit 2          | Cosmodrome de Baïkonour (Kazakhstan) | Inactif | 12 décembre 2001  | Construit avec l'aide du Rutherford Appleton Laboratory. |

#### PakSAT
| Satellite   | Masse    | Type                   | Lanceur          | Base de lancement | Statut  | Date de lancement | Remarques / Références                                                           |
| ----------- | -------- | ---------------------- | ---------------- | ----------------- | ------- | ----------------- | -------------------------------------------------------------------------------- |
| PakSAT-1E   | 3 000 kg | Orbite géostationnaire | Atlas IIAS       | Cape Canaveral    | Inactif | 1 février 1996    | Fabriqué et possédé par Boeing. anciennement Palapa C1, C2 / HGS 3 / Anatolia 1. |
| PakSAT-1R   | 5 515 kg | géostationnaire        | Longue Marche 3B | Xichang           | Actif   | 11 aout 2011      | Fabriqué par la Chine avec un financement chinois.                               |
| PakSAT-MM1  | 4 137 kg | géostationnaire        | Atlas III        | Cape Canaveral    | Inactif | 12 avril 2003     | Fabriqué par Boeing. Anciennement AsaSat 4.                                      |
| PakSAT-MM1R | 5 400 kg | géostationnaire        |                  | Xichang           | Actif   | 30 mai 2024       | Fabriqué par CASC .                                                              |

#### Satellites d'observation de la Terre
| Satellite      | Masse  | Type         | Lanceur           | Base de lancement | Statut | Date de lancement | Remarques / Références                                                    |
| -------------- | ------ | ------------ | ----------------- | ----------------- | ------ | ----------------- | ------------------------------------------------------------------------- |
| PakTES-1A      | 300 kg | Orbite basse | Longue Marche 2 C | Jiuquan           | Actif  | 9 juillet 2018    | Fabriqué par SUPARCO .                                                    |
| PRSS-1         | 300 kg | Orbite basse | Longue Marche 2 C | Jiuquan           | Actif  | 9 juillet 2018    | Fabriqué conjointement par la Chine et le Pakistan.                       |
| PRSC-EO1       | -      | Orbite basse | Longue Marche 2 D | Jiuquan           | Actif  | 17 janvier 2025   | Fabriqué par SUPARCO .                                                    |
| PRSS-2/PRSC S1 | -      | Orbite basse | Kuaizhou-1A       | Xichang           | Actif  | 31 juillet 2025   | Fabriqué conjointement par la Chine et le Pakistan. Successeur de PRSS-1. |

#### CubeSats
| Satellite | Masse   | Type                             | Lanceur         | Base de lancement  | Statut           | Date de lancement                                                                                          | Remarques / Références |
| --------- | ------- | -------------------------------- | --------------- | ------------------ | ---------------- | --- | ---------------------- |
| ICube-1   | 1,08 kg | CubeSat 1U à des fins éducatives | Dnepr           | Dombarovski 370/13 | 21 novembre 2013 | Fabriqué par l'Institute of Space Technology. N'a pas fonctionné en orbite.                                |                        |
| ICUBE-Q   | 7 kg    | Orbiteur lunaire                 | Longue Marche 5 | Wenchang           | 3 mai 2024       | Fabriqué conjointement par l'Institute of Space Technology, SUPARCO et l'Université Jiao-tong de Shanghai. |                        |
| PAUSAT-1  | 24 kg   | 16U CubeSat                      | Falcon 9        | Vandenberg         | 14 janvier 2025  | Fabriqué par l'Air University Pakistan .                                                                   |                        |

### Fusées
Le Pakistan n'a pas de programme de développement de lanceur spatial.

#### Fusée-sonde
L'agence spatiale développe a développé à compter 1961 des fusées-sondes à propergol solide de la famille Rehabr-I dérivés de la famille des Nike-Cajun américains.